# Мэтьюз, Джордж
Джордж Мэтьюз (англ. George Matthews; 24 января 1917, Бедфордшир — 29 марта 2005) — британский коммунист, редактор «Morning Star».
Изучал агрикультуру в Университете Рединга. Состоял в Лейбористской партии. В 1938 году тайно вступил в Компартию Великобритании. (Покинул Лейбористскую партию в 1940 году.)
В 1939—1940 годах вице-президент Национального союза студентов.
С 1943 года член исполкома Компартии Великобритании, с 1949 года ассистент её генерального секретаря. Присутствовал на XX съезде КПСС.
С 1947 года ассистент редактора, в 1959—1974 годах редактор «Morning Star» (до 1966 года «Дейли уоркер»).
После ликвидации в 1991 году КПВ присоединился к Демократическим левым Великобритании.